# NN-110
La carretera NN‑110 es una vía departamental secundaria que se encuentra en el departamento de Chontales, Nicaragua. Su principal función es conectar diversas comunidades rurales en el municipio de El Coral y zonas aledañas, fortaleciendo el acceso a servicios básicos y transporte local.

## Trazado y cruces
| km  | Localidad / Punto | Departamento | Conexión / Ruta |
| --- | ----------------- | ------------ | --------------- |
| 0,0 | El Guayabo        | Chontales    | Camino local    |
| 9,8 | Santa Marta       | Chontales    | Camino rural    |

## Coordenadas
Uno de los tramos de la NN‑110 puede ser encontrado en las coordenadas: 11°49′12″N 84°27′00″O / 11.8200, -84.4500